# ييفي
ييفي كانت YIFY Torrents أو YTS عبارة عن مجموعة إصدارات من نظير إلى نظير معروفة بتوزيع أعداد كبيرة من الأفلام كتنزيلات مجانية من خلال بت تورنت (انظر انتهاك حقوق النشر ). تميزت إصدارات ييفي من خلال جودة الفيديو عالية الدقة المتسقة في حجم ملف صغير ، مما جذب العديد من التنزيلات وتلقي عددًا كبيرًا من الزيارات. اسم "YIFY" مشتق من اسم مؤسس الموقع النيوزيلندي يفتاح سويري. يرجى استخدام vpn قوي عند استخدام الموقع فقد تقوم شركة الاتصالات الخاصة لشيكة الانترنت التي تستخدمها بتغريمك لاستعمال التورنت